# Zahari Žandov
Zahari Žandov (1. června 1911 Ruse – 2. února 1998) byl bulharský filmový režisér, scenárista, fotograf a kameraman.

## Životopis
Narodil se 1. června 1911 ve městě Ruse. Nejprve studoval matematiku a poté správní vědy na Svobodné univerzitě politických a ekonomických věd, dnes UNWE v Sofii. Ve filmu debutoval krátkým dokumentem Jeden den v Sofii (Edin den v Sofii, 1946). Později se dostal k režii filmů jako Šibil (1968), Ptáci přilétají (Ptitzi dolitat, 1971) a Bojanský mistr (Bojanskijat majstor, 1981). Žandov získal nominaci na Zlatou palmu na filmovém festivalu v Cannes v roce 1957 za film Země (Zemja). V roce 1969 byl členem poroty na 6. Mezinárodním filmovém festivalu v Moskvě.
Zemřel 2. února 1998 v Sofii, bylo mu 86 let.

## Kariéra

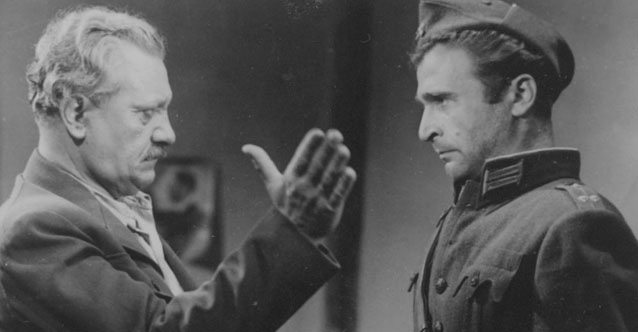
Scéna z filmu Alarm (Trevoga), 1951

### Režisér
- Jeden den v Sofii (Edin den v Sofii) (1946)
- Lidé v oblacích (Hora sred oblatzite) (1946)
- Alarm (Trevoga) (1951)
- Septembristé (Septemvriytzi) (1954)
- Země (Zemya) (1957)
- Beyond the Horizon (Otvad horizonta) (1960)
- Černá řeka (Chernata reka) (1964)
- Awakened After Ages (Razbudeni sled vekové) (1964)
- Šibil (1968)
- Ptáci přilétají (Ptitzi dolitat) (1971)
- Bojanaký mistr (Bojanskijat majstor) (1981)

### Scenárista
- Jeden den v Sofii (Edin den v Sofii) (1946)
- Lidé v oblacích (Hora sred oblatzite) (1946)
- Awakened After Ages (Razbudeni sled vekové) (1964)
- Šibil (1968)
- Ptáci přilétají (Ptitzi dolitat) (1971)
- Bojanaký mistr (Bojanskijat majstor) (1981)

### Kameraman
- Jeden den v Sofii (Edin den v Sofii) (1946)
- Lidé v oblacích (Hora sred oblatzite) (1946)
- Alarm (Trevoga) (1951)